# Biodiverzita

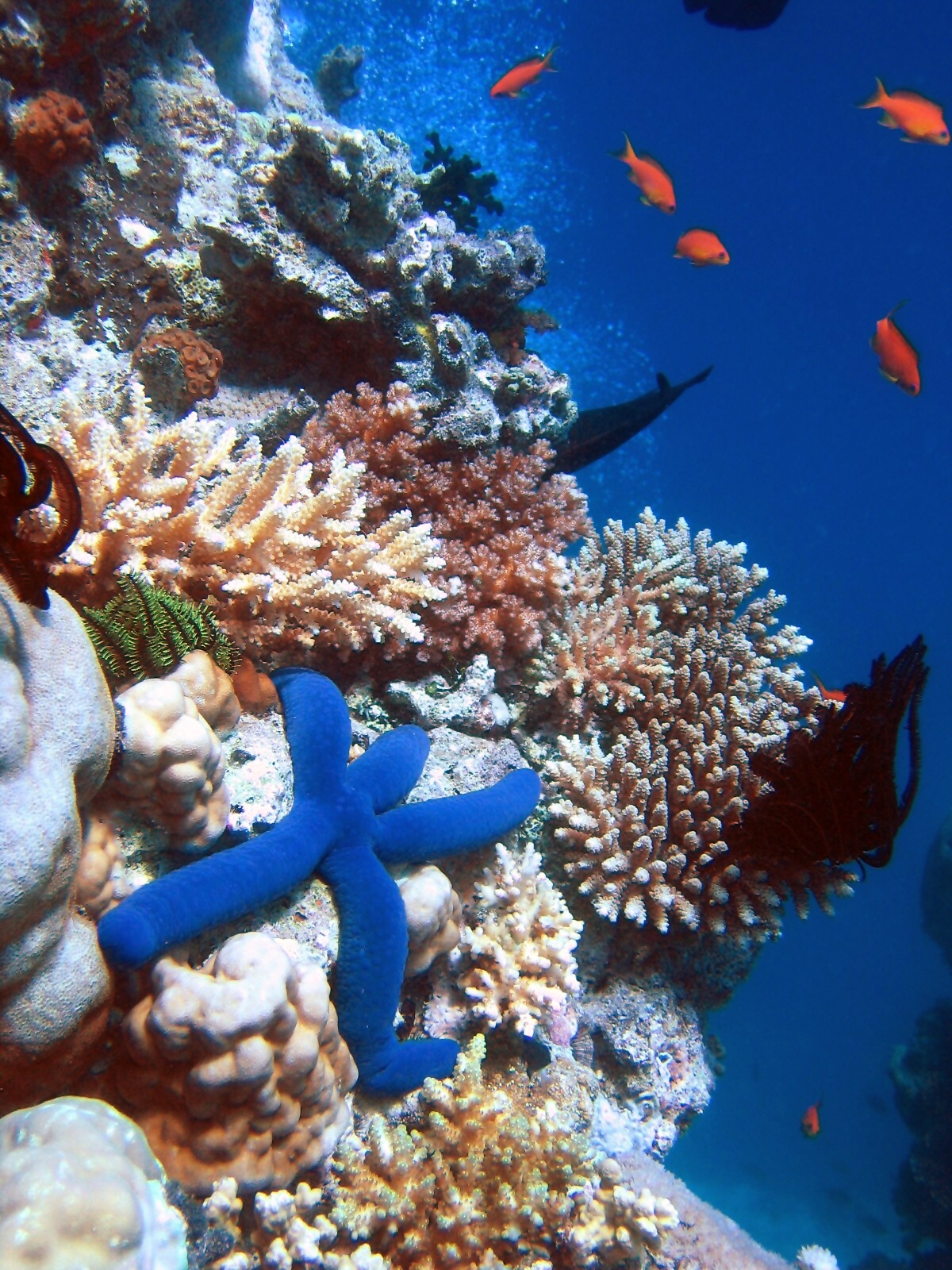
Biodiverzita korálového útesu

Biodiverzita (též biologická diverzita) je pojem označující v rámci ekologie různorodost života. Biodiverzita představuje základní předpoklady pro fungování ekosystémů, její ohrožení proto představuje problém pro populace všech druhů včetně lidského.

## Definice
Existuje mnoho definicí biodiverzity, neboť se jedná o složitý několikaúrovňový jev. Světový fond ochrany přírody definoval v roce 1989 biodiverzitu jako „bohatství života na Zemi, miliony rostlin, živočichů a mikroorganismů včetně genů, které obsahují, a složité ekosystémy, které vytvářejí životní prostředí.“
Tématem se zabýval také americký přírodovědec Edward O. Wilson (1929–2021). V publikaci Diversity of Life (1992; česky Rozmanitost života, 1995) shrnuje závěry výzkumů o důsledcích lidské činnosti na biodiverzitu. Biologická rozmanitost má základní význam pro udržení světa v nám známé podobě. Historicky biodiverzitu ovlivňují přírodní jevy, které způsobují i hromadná vymírání. Biodiverzita na Zemi také koreluje s blízkými výbuchy supernov. Rozmanitost a z ní vycházející odolnost jsou ale ohroženy i tehdy, jsou-li zásahy člověka do prostředí silnější než obvyklé jevy v přírodě. Pokud škodlivý vliv pokračuje, může docházet k nenapravitelné zkáze.

## Ohrožení
Zranitelnost spočívá v uspořádání života do společenstev, která mají omezený zeměpisný výskyt. Každý z organismů je potravním řetězcem spojen jen s několika sousedními druhy. Odstraní-li se jeden druh, druhý se přemnoží a vyplní jeho místo. Odstraní-li se více druhů, místní ekosystém se začne hroutit. Klesá produktivita a jsou narušovány dráhy pohybu živin. Život však pokračuje i v rozpadajícím se ekosystému a při prvním pohledu nemusí být změna ani patrná. Vždy se najde nějaký druh schopný obsadit postiženou oblast a její ochuzené prostředí využívat ke svému životu. Bude-li mít tento nový druh (kombinace druhů) dostatek času, nová flóra a fauna znovu vytvoří společenství. Celková nápravná schopnost světové flóry a fauny je však závislá na existenci dostatečného počtu druhů schopných zmíněného chování. Dokonce i tyto organismy se mohou objevit v červené knize ohrožených druhů. Mnoho druhů ale může být v lepším stavu, než ukazatele indikují.

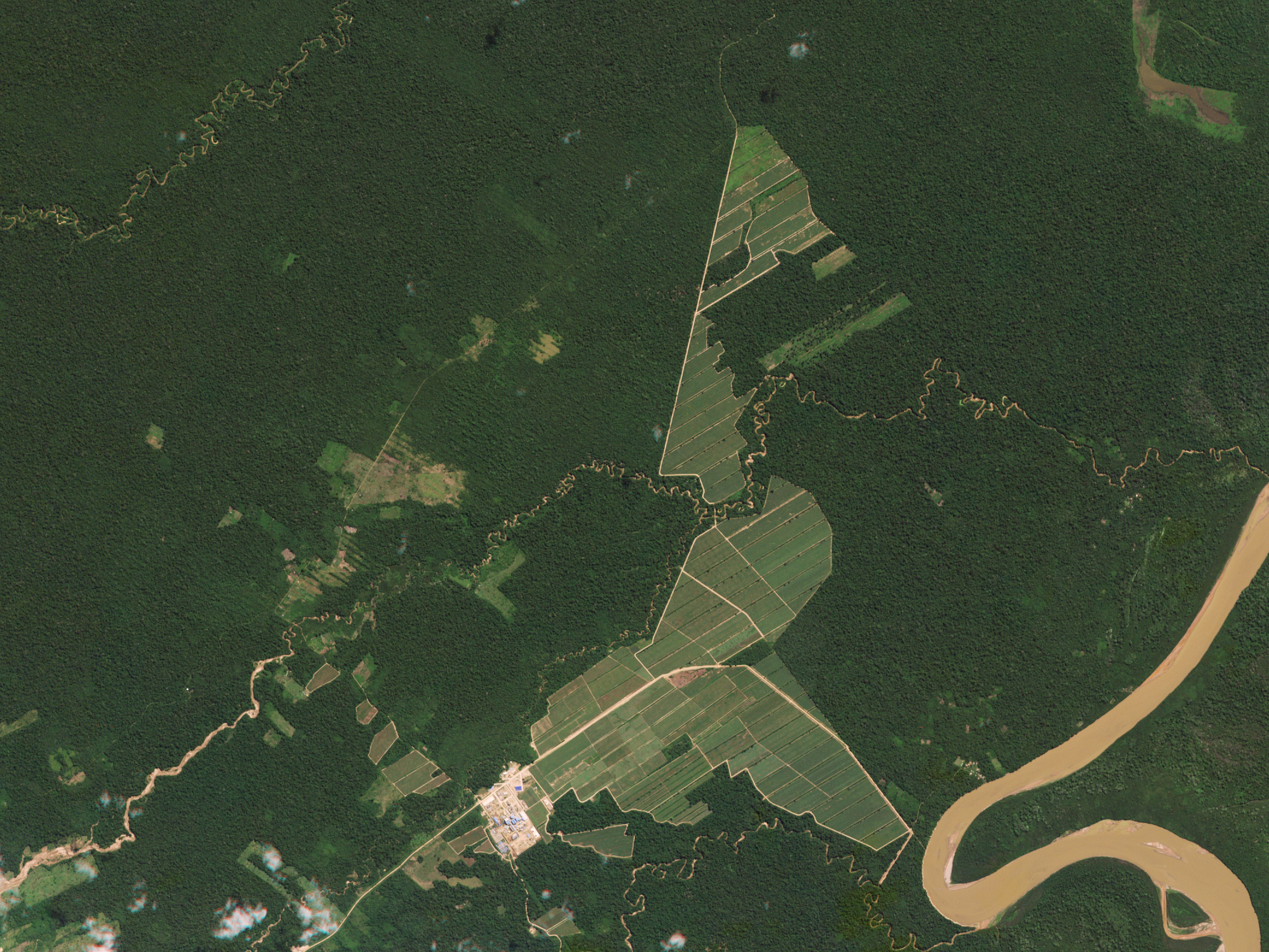
Odlesňování a stavba nových silnic v Bolívii velmi ohrožuje biodiverzitu.

Pro studium biodiverzity má základní význam pojem biologického druhu, který je základní jednotkou, přičemž: „Druh je populace, jejíž členové se mohou volně za přirozených podmínek křížit.“ Někteří biologové však považují za základní jednotku např. gen či ekosystém, nikoli biologický druh. Každý biologický druh je navenek uzavřená zásobárna genů, soubor organismů, který si nevyměňuje geny s jinými druhy. V této izolaci se u druhu vyvinou typické vlastnosti a druh se rozšíří ve své zeměpisné oblasti. Opravdová biodiverzita se vytváří po dlouhá období geologického času nahromaděním jedinečné genetické výbavy. Nejbohatší ekosystémy vznikaly pomalu. Prvopočátkem rozmanitosti jsou mutace, náhodné změny ve složení genů, v jejich umístění na chromozomech a v počtu samotných chromozomů. Geny jsou úseky DNA, které v konečném důsledku určují vnější znaky. Každý gen je složen z několika tisíců párů nukleotidů. Nejčastější a nejjednodušší mutací je změna chemického složení genu.
Obnovení biodiverzity rostlin ale nestačí k obnově biodiverzity živočichů.

## Biodiverzita a člověk
Biodiverzita může být jedním z ukazatelů stavu životního prostředí. Lze rozlišovat biodiverzitu na úrovni celosvětové, evropské, české, lokální atp. Lidská činnost v krajině způsobuje většinou degradaci ekosystémů a ohrožení populací mnoha druhů,[zdroj?] což vede ke snižování biodiverzity. Ta je velmi důležitá pro zachování ekologické rovnováhy v přírodě.
Ochrana biodiverzity neznamená jen pouhou ochranu počtu druhů, je třeba se zajímat také o druhovou skladbu v daném prostředí. Takřka holou plochu s výskytem vzácné rostliny je třeba chránit více než porost běžných druhů, protože takový vzácný druh je náchylnější k vymizení.[zdroj?]
Lidská společnost si význam biodiverzity stále více uvědomuje, vzniká proto mnoho iniciativ na její ochranu (na globální úrovni se řeší například v rámci programu OSN Cíle udržitelného rozvoje). Význam biodiverzity ekosystémů a jejich ochrany je možné studovat v rámci mnoha studijních programů na vysokých školách, vznikají i celé fakulty, které se věnují studium jejích složek (např. významu v rámci krajiny a ochrany ekosystémů), v českém kontextu se řeší například v rámci jednotlivých studijních programů na Fakultě životního prostředí ČZU, která má i vlastní centrum pro výzkum krajiny a biodiverzity.

## Vědecká definice a etymologie
Biologická diverzita (biodiverzita) je neologismus složený ze slov biologie a diverzita a znamená rozmanitost života v přírodě. Termín biologická rozmanitost byl propagován Thomasem Lovejoyem (ve WWF spoluzakladatel conservation biology) po roce 1980. Slovo „biodiverzita“ se ale objevuje dříve – již např. v 60. letech

## Úrovně biodiverzity
Rozlišují se tři úrovně biodiverzity:
- genetická diverzita (genová variabilita v rámci populace nebo celého druhu),
- druhová diverzita (rozmanitost na úrovni druhů, vyjádřena jako alfa-diverzita),
- ekosystémová diverzita (rozmanitost na úrovni společenstev a ekosystémů).[zdroj?]

## Biodiverzita na Zemi
Biologická různorodost je při větších klimatických teplotách větší. Příkladem může být rovníkový a tropický pás či historická teplá období během fanerozioka. Ovšem latitudinální gradient druhové diverzity nemusí být univerzální. Ustavil se v posledních miliónech let, kdy globální teplota poklesla. Větší biodiverzita je na horách. Větší biodiverzita ovšem nemusí znamenat větší produktivitu ekosystému.
Systémy s vyšší diverzitou jsou méně stabilní. Hromadná vymírání způsobují také nárůst diverzity přeživších. I střídání ledových dob například napomáhá diverzitě mikrobů oproti stálému selekčnímu tlaku bez změn klimatu. Ovšem diverzita se nemusí z dlouhodobého hlediska měnit historicky tolik, jak se předpokládá. Může být i limitovaná.
Biodiverzita v domech není tak malá, jak by se předpokládalo. Lze v nich lze najít i přes 100 druhů členovců.
Biodiverzita nemusí být vhodným měřítkem při posuzování kvality životního prostředí člověka, viz např. vysoká biodiverzita v oblasti Černobylu po černobylské havárii.
Dle novějších studií se celková biodiverzita na Zemi v posledních desítkách milionů let nezvyšovala a od doby paleogénu zůstávala stabilní. Dříve se přitom obecně předpokládalo, že se až do současnosti druhová rozmanitost na Zemi stabilně zvyšovala.